# Johanna Summer
Johanna Summer (* 1995 als Johanna Summerer in Plauen) ist eine deutsche Jazzmusikerin (Piano, Komposition).

## Leben und Wirken
Summer begann im Alter von sieben Jahren mit klassischem Klavierunterricht. Sie trat zunächst bei Schulkonzerten des Plauener Lessing-Gymnasiums oder in der Band Futur, einer kleinen Besetzung der Kinderbigband des Vogtlandkonservatoriums, auf. Sie war mehrmalige Preisträgerin beim Bundeswettbewerb „Jugend musiziert“ und „Jugend jazzt“. Seit 2013 studierte sie an der Hochschule für Musik Carl Maria von Weber Dresden Jazzpiano. Nachdem sie 2023 ihr Masterstudium an der Hochschule für Musik und Tanz Köln abgeschlossen hatte, zog sie zurück nach Dresden.
Summer erarbeitete sich im Anfang 2016 gegründeten Trio (mit Tobias Fröhlich, Bass, und Jan-Einar Groh, Drums) schnell einen eigenen, klar strukturierten Sound. Im Dezember 2017 erschien ihr Debütalbum Juvenile über den Digitalvertrieb recordJet. Zwischen 2018 und 2020 gehörte sie zum Bundesjazzorchester, in dem sie auch mit Randy Brecker aufgetreten ist. In dem Programm When Pop Meets Jazz trat sie 2020 zusammen mit Sänger Atrin Madani auf. Im selben Jahr erschien bei ACT ihr Soloalbum Schumann Kaleidoskop. Auch auf ihrem zweiten Soloalbum Resonanzen (2023) lässt sie auf der Grundlage klassischer Klavierwerke neue Tonwelten entstehen und versucht, in ihren Improvisationen diese weiterzuerzählen.
Gemeinsam mit Jakob Manz spielte Summer 2022 das Live-Album The Gallery Concerts I und 2025 das Studio-Album Cameo ein. Als Mitglied von Phillip Dornbuschs Projektor ist sie auf den Alben Reflex (2021), Re/construct (2023) und Revolt (2024) zu hören.

## Preise und Auszeichnungen
Summer kam mit ihrem Trio unter die Finalisten beim Biberacher Jazzpreis 2018 und gewann dessen Kompositionspreis; im selben Jahr gewann sie den „Jungen Münchner Jazzpreis“. 2019 errang sie den 2. Preis des EASTplugged Junior Award und in Osnabrück den Solistenpreis des Jungen Deutschen Jazzpreises. 2022 erhielt sie in Essen den Jazz Pott. Darüber hinaus war sie  im Jahr 2021 für den Deutschen Jazzpreis nominiert.